# 吾桑村
吾桑村（あそうむら）は、高知県高岡郡にあった村。現在の須崎市にあたる。

## 地理
- 山岳：虚空蔵山

## 歴史
- 1889年（明治22年）4月1日 - 町村制の施行により、吾井ノ郷村・桑田山村の区域をもって発足。
- 1954年（昭和29年）10月1日 - 須崎町・多ノ郷村・浦ノ内村・上分村と合併して須崎市が発足。同日吾桑村廃止。

## 交通

### 鉄道路線
- 日本国有鉄道
  - 土讃線
    - 吾桑駅

### 道路
- 国道197号（現・国道55号）

現在は旧村域に高知自動車道の須崎東インターチェンジが所在するが、当時は未開通。